# 岡部通
岡部 通（おかべ とおる、1889年（明治22年）9月28日 - 1961年（昭和36年）12月18日）は、日本陸軍の軍人。最終階級は陸軍少将。

## 経歴
東京府出身。1911年（明治44年）5月、陸軍士官学校（23期）を卒業。同年12月、歩兵少尉に任官。
1937年（昭和12年）3月、独立守備第8大隊長に就任し、同年11月、歩兵大佐に昇進。1939年（昭和14年）3月、宇都宮連隊区司令官に転任。1940年（昭和15年）10月、歩兵第13連隊長に就任し支那事変に出征し第一次長沙作戦などに参戦。1941年（昭和16年）8月、陸軍少将に進級し、同年9月、第51歩兵団長に発令され、引き続き中国で活動した。
1942年（昭和17年）7月、第17軍隷下となりソロモン諸島に移動。さらに第18軍隷下に転じニューギニアの戦いに参戦。ラエ・サラモアの戦いに従軍。1943年（昭和18年）5月、東部軍附となり日本本土に帰還した。1944年（昭和19年）2月、第32警備司令官に就任し北海道に駐屯。1945年（昭和20年）3月、独立混成第79旅団長となり、満州に渡り安東で終戦を迎えた。
1948年（昭和23年）1月31日、公職追放仮指定を受けた。